# Coalgate (Oklahoma)
Coalgate es una ciudad ubicada en el condado de Coal en el estado estadounidense de Oklahoma. En el año 2010 tenía una población de 		1967 habitantes y una densidad poblacional de 479,76 personas por km².

## Geografía
Coalgate se encuentra ubicada en las coordenadas 34°32′1″N 96°13′7″O / 34.53361, -96.21861 (34.533662, -96.218727).

## Demografía
Según la Oficina del Censo en 2000 los ingresos medios por hogar en la localidad eran de $19,419 y los ingresos medios por familia eran $26,367. Los hombres tenían unos ingresos medios de $23,438 frente a los $16,429 para las mujeres. La renta per cápita para la localidad era de $10,572. Alrededor del 28.6% de la población estaban por debajo del umbral de pobreza.